# Steilacoom II
Die Steilacoom II ist eine Doppelendfähre des Pierce County im US-Bundesstaat Washington.

## Geschichte
Die Fähre wurde unter der Baunummer S-146 auf der Werft Nichols Brothers Boat Builders gebaut und im Dezember 2006 abgeliefert.
Die Fähre verkehrt zusammen mit der nahezu baugleichen Christine Anderson im Süden des Puget Sounds zwischen Steilacoom und den Inseln Anderson Island und Ketron Island.
Von Februar 2008 bis November 2010 verkehrte die Fähre in Charter von Washington State Ferries zwischen Port Townsend und Coupeville, nachdem die dort zuvor verkehrenden Fähren der Steel-Electric-Klasse wegen Sicherheitsmängeln im November 2007 außer Dienst gestellt worden waren. Im November 2010 wurde sie von der Chetzemoka, dem ersten Neubau der Kwa-di-Tabil-Klasse, abgelöst.

## Technische Daten und Ausstattung
Die Fähre wird von zwei Caterpillar-Dieselmotoren des Typs 3508B mit jeweils 1050 PS Leistung angetrieben. Die Motoren wirken über Untersetzungsgetriebe auf jeweils einen Verstellpropeller an den beiden Enden der Fähre. Für die Stromversorgung stehen zwei von Dieselmotoren mit jeweils 99 kW Leistung angetriebene Generatoren zur Verfügung.
Die Fähre verfügt über ein durchlaufendes Fahrzeugdeck mit insgesamt sechs Fahrspuren. Das Fahrzeugdeck ist über landseitige Rampen zugänglich. In der Mitte zwischen den Fahrspuren befinden sich Treppenaufgänge, ein Fahrstuhl und Versorgungsschächte.
Das Fahrzeugdeck ist im mittleren Bereich von den Decksaufbauten überbaut. Auf dem Deck oberhalb des Fahrzeugdecks befindet sich ein Aufenthaltsraum für die Passagiere. Darauf ist mittig das Steuerhaus aufgesetzt.